# قاع العين

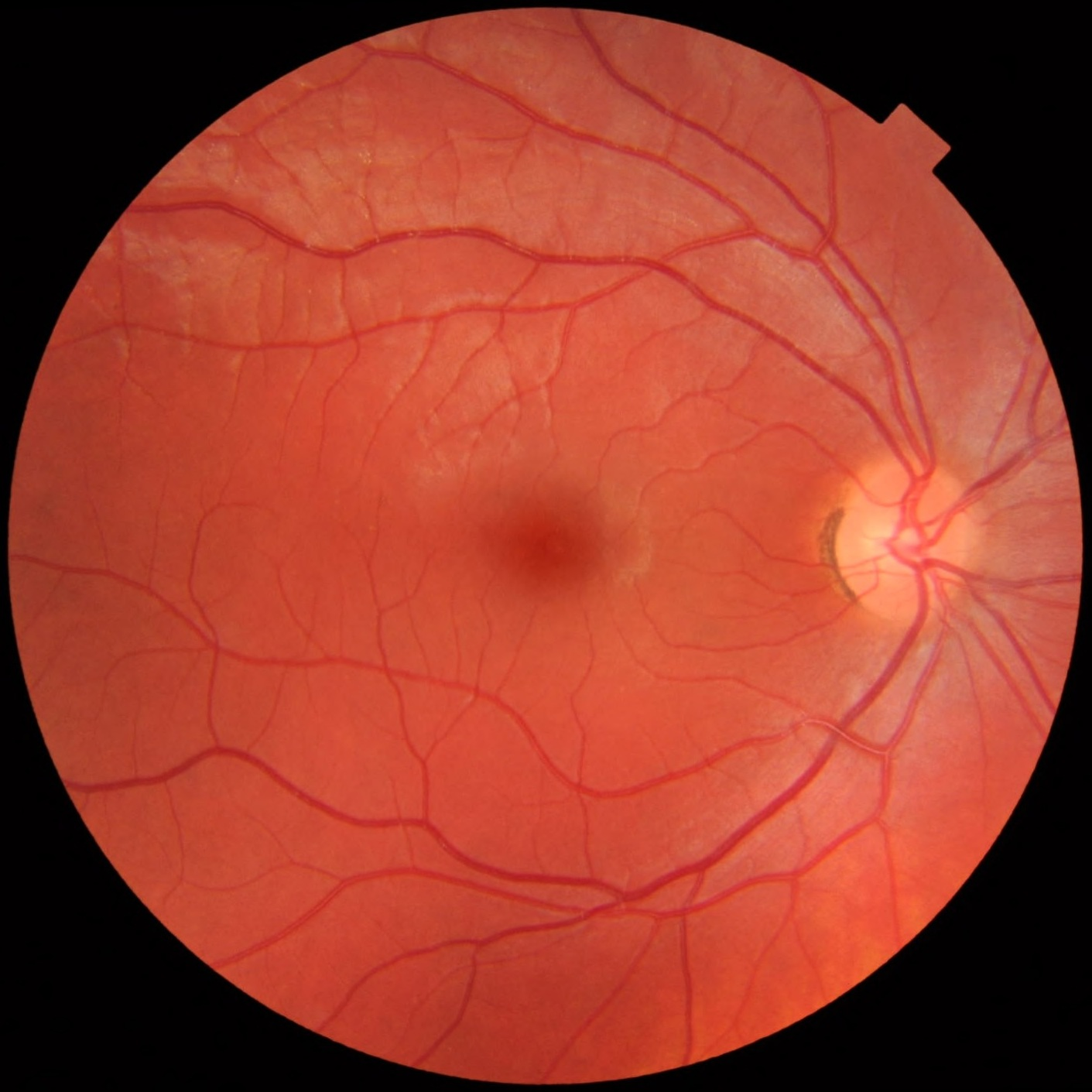
قاع العين اليمنى كما يرى من الأمام لذلك يسار الصورة يكون يمين الشخص في الحقيقة

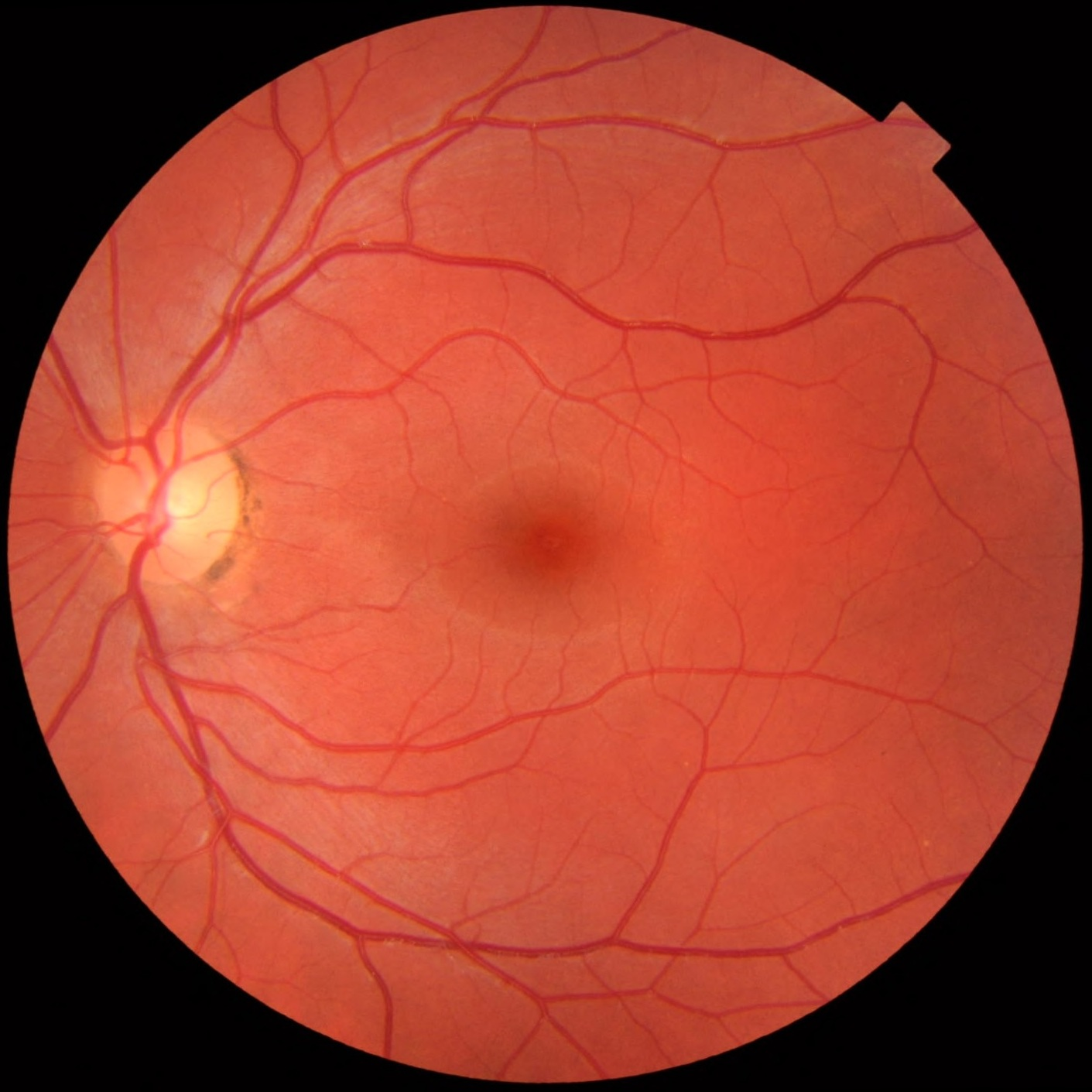
قاع العين اليسرى كما يرى من الأمام لذا يمين الصورة يكون يسار الشخص في الحقيقة

قاع العين هو السطح الداخلي للعين المقابل للعدسة، ويشمل الشبكية والقرص البصري والبقعة النقرة، والقطب الخلفي. يمكن فحص قاع العين بواسطة تنظير قاع العين و التصوير الفوتوغرافي لقاع العين. قد يشمل مصطلح بقاع العين أيضا غشاء بروك والمشيمية.